# Parc national de Dadohaehaesang
Le parc national de Dadohaehaesang (en coréen : 다도해해상국립공원, 多島海海上國立公園) est un parc national sud-coréen.
Créé en 1981, iI possède une superficie de 2 321,5 km2, en faisant ainsi le plus grand parc national du pays.
Il est à la fois terrestre et maritime.

## Biodiversité
Le parc, doté d'un climat doux et humide est favorable aux Camellia.
Un total de 1 541 espèces végétales ont été inventoriées.
Concernant les animaux, 11 espèces de mammifères, 147 espèces d'oiseaux, 885 espèces d'insectes, 13 espèces de reptiles et amphibiens, 154 espèces de poissons océaniques et 11 espèces de poissons d'eau douce ont été recensées.
Le parc comprend également des espèces en voie de disparition telles que des orchidées, des loutres, des serpents et certains coraux de mer.